# Templo da Glória do Novo Israel
O Templo da Glória do Novo Israel,, atualmente chamado de Solo Sagrado RJ  é a sede estadual da Igreja Universal do Reino de Deus no Rio de Janeiro, situado na Avenida Dom Hélder Câmara (antiga Avenida Suburbana), no bairro de Del Castilho, Rio de Janeiro, Brasil. O edifício foi sede mundial da Universal até a inauguração do Templo de Salomão em 2014.

## História
A catedral, também conhecida como Templo Maior, foi inaugurado em 1999, com 11.000 assentos. Ele tem 45.000 m2, que juntando as construções externas chega a 72 mil. A construção foi o maior templo protestante do Brasil em área construída, até a conclusão do Templo de Salomão de 66 mil m2 que passou a ocupar o cargo de sede e de maior templo da Igreja Universal no mundo. Visto de cima, ele tem o formato de semicírculo. O templo tem capacidade para cerca de 12 mil pessoas sentadas. A construção do templo começa subterrânea chegando a uma altura de dez andares. A edificação é composta da nave principal, nave auxiliar, prédio administrativo de oito pavimentos e quatro prédios de apoio de quatro pavimentos cada um, além de um heliponto. Todo o templo é revestido com madeiras e pedras vindas de Israel e tem poltronas estofadas, estacionamento de quatro pavimentos, ar-condicionado, elevadores, bibliotecas, jardins (com plantas nativas de Israel e um pequeno lago com peixes), livrarias, escolinhas infantis, salas de aula, berçários, praça de alimentação, cyber café, auditório e espaço para exposições. Também possui estúdios para transmissão de rádio e televisão e um prédio exclusivo para residência de bispos e pastores.
Em 2019, completando 20 anos de sua primeira inauguração, o Templo da Glória do Novo Israel passou por uma ampla reforma e inovações tecnológicas em seu interior. Dentre as atualizações, forro e lambril acústicos, novo sistema de insuflamento do ar condicionado, sistema digital de sonorização, novo sistema de iluminação com lâmpadas em LED, dentre outras reformas.